# Dragon Fist
Dragon Fist (en chino tradicional, 龍拳; en chino simplificado, 龙拳, en español: El puño del dragón) es una película de artes marciales de 1979 rodada en Hong Kong, dirigida y producida por Lo Wei y protagonizada por Jackie Chan, Nora Miao y James Tien. La película fue estrenada en Hong Kong el 21 de abril de 1979.
Al igual que la película Spiritual Kung Fu de Jackie Chan, Dragon Fist fue filmada a comienzos de 1978, pero no pudo ser lanzada o producida porque el estudio se declaró en quiebra y se estaba quedando sin dinero. Como resultado, ambas producciones de Lo Wei solo tuvieron medidas de reducción de costos luego de que Chan regresara de su contrato de préstamo con la compañía cinematográfica Seasonal Films, empresa con la que realizó las películas La serpiente a la sombra del águila y El maestro borracho junto al director Yuen Woo-ping. A diferencia de la mayoría de las primeras películas de Jackie Chan, Dragon Fist tenía un tono más serio sin demasiados momentos cómicos. La película se centra en la venganza de Tang How-yuen, discípulo del maestro San-thye que resultó asesinado por el malvado maestro Li.

## Sinopsis
Tang How-yuen (Jackie Chan) es uno de los discípulos del maestro de kung fu San-thye. San-thye gana un torneo de artes marciales, pero desgraciadamente es asesinado por el malvado maestro Li (Yen Shi-kwan). Tang intenta infructuosamente luchar contra Chung y deja desarmado al malvado maestro. Tang, junto con la esposa y la hija de San-tye, planean su venganza contra el despiadado asesino. Cuando lo encuentran, Chung se arrepiente y se corta la pierna como penitencia. La viuda del maestro se enferma, por lo que Tang va a trabajar para una pandilla a fin de obtener su medicina. Sin embargo, mientras se encuentra desempeñando su nuevo empleo, se lo culpa de la muerte de un niño y del envenenamiento de la viuda de San-Thye. Tang y el ahora maestro en una sola pierna se unen para derrotar al malvado señor que envenenó a la viuda de San-thye.

## Reparto
- Jackie Chan como Tang How-yuen.
- Hsu Hsia como el maestro.
- Ouyang Sha-fei como la esposa del maestro.
- Nora Miao como Zhuang Meng-lan.
- Yen Shi-kwan como el maestro Li.
- Pearl Lin como Zhong Qiu-ping.
- James Tien como Fang Gang.
- Eagle Han-ying como Nan Qing.
- Ko Keung como el maestro Wing.
- Chui Yuen como estudiante de Wing.
- Wong Kwong-yue como asistente de Wing.
- Chui Fat como asistente de Wing.
- Peng Kang como asistente de Wing.
- Wang Yao como asistente de Wing.

## Generalidades
A finales de la década de 1970, el actor Jackie Chan participó en varias películas de artes marciales en Hong Kong con el director Lo Wei. Wei quería que Chan se convirtiera en el sucesor de Bruce Lee después de la muerte de este último en 1973. Sin embargo, Chan se dio cuenta de que tratar de imitar al máximo ídolo de las artes marciales sería algo contraproducente para su carrera, por lo que quiso tomar aspectos de actores como Buster Keaton y Fred Astaire para formar un personaje único. Sin embargo, para su papel en Dragon Fist, el director le pidió a Chan que interpretara a un personaje más serio, con el fin de darle un toque de realismo a la historia que se centraba principalmente en la venganza y en la búsqueda de la justicia, por lo que debía presentar al público un personaje más parecido al estereotipo creado por Bruce Lee.

## Banda sonora
Al igual que muchas otras películas relacionadas con el kung fu de Hong Kong, la película utilizó varias pistas musicales de películas estadounidenses, principalmente la partitura de Jerry Goldsmith en 1966 para The Sand Pebbles.

## Lanzamientos en DVD
- El 15 de febrero de 2001, la compañía Seven 7 lanzó la versión teatral en lengua francesa titulada Le Poing De La Vengeance. No contiene otras opciones de idioma.
- El 22 de octubre de 2001, Eastern Heroes lanzó la película en el Reino Unido, sin cortes (a excepción de muchos cortes de fotogramas). Sin embargo, solo contiene un doblaje en inglés.
- El 4 de junio de 2002, Columbia Tri-Star lanzó la película en los Estados Unidos con opciones de idioma inglés y cantonés. Sin embargo, contiene una versión muy editada producida por Aquarius Releasing (con un faltante de aproximadamente 15 minutos).
- El 24 de febrero de 2006, Universal Japan lanzó la película en Japón, en 2.35: 1 y con una banda sonora cantonesa. Esta versión fue la primera versión completamente sin cortes en DVD, sin embargo, no cuenta con subtítulos en inglés.
- El 11 de junio de 2007, Hong Kong Legends lanzó la película en el Reino Unido, en formato 2.35: 1 y sin cortes en cantonés con subtítulos en inglés recién traducidos.[4]